# Daphne sureil
Espèce
Le Daphne sureil est un arbuste au feuillage persistant, de la famille des Thymelaeaceae, originaire de la région himalayenne et de Thaïlande.
Il a été sélectionné comme plante ornementale en raison du parfum exquis de ses fleurs. De son écorce fibreuse, on tire une pâte à papier utilisée pour la fabrication artisanale de papier.

## Étymologie et nomenclature
Le nom de genre Daphne est emprunté au grec δαφνη daphné « laurier », en raison de la forme semblable des feuilles de laurier à celles des Daphnés. En mythologie, Δάφνη Daphné est une nymphe d’une grande beauté, fille du fleuve Pénée, qui était poursuivie sans relâche par Apollon, fou amoureux d’elle. Daphné implore son père de lui venir en aide et celui-ci choisit de la métamorphoser alors en laurier pour déjouer les ardeurs d’Apollon.
L’épithète spécifique sureil est un toponyme Sureil, un lieu du district de Darjeeling, Himalaya, d’après Tropicos. Les premiers spécimens de l’espèce qu’utilisèrent Smith et Crave pour la détermination de l'espèce provenaient de Sureil, du district de Darjeeling (et d’autres régions proches).
La famille des Thymelaeaceae a été créée par Antoine-Laurent de Jussieu en 1789, dans Genera Plantarum ; il y crée la famille des Thymélées, Thymelææ, Ordre II, Classe VI, dans lequel il place les genres Daphne, Stellera, Lagetta, Gnidia etc.
La description de l’espèce Daphne sureil WW Sm. & Cave (1914) a été publiée dans Rec. Bot. Surv. Inde. 6 : 51. 1914. Les auteurs sont deux botanistes britanniques ayant fait du terrain en Inde himalayenne.
William Wright Smith (1875-1956) est un botaniste écossais qui put exercer son métier en Inde où il fit l’exploration botanique du Nord-Est de l’Assam, du Sud-Est du Sikkim et de la vallée Chumbi au Tibet.
George H. Cave (1870-1965) est un botaniste britannique, jardinier, collecteur de plantes et conservateur de jardins botaniques.
Ils décrivent Daphne cannabina et D. sureil, deux espèces très proches mais qu’ils peuvent caractériser par des traits différents.

## Synonyme
Le nom valide Daphne sureil a pour synonyme :
- Daphne shillong Banerji in Bull. Misc. Inform. Kew 1927: 75 (1927)

## Description
Le Daphne sureil est un arbuste au feuillage persistant pouvant atteindre 2,5 m de hauteur.
L’écorce est brun grisâtre, les branches sont ascendantes, très finement tomenteuses, blanches, rapidement glabrescentes.
Les feuilles alternes sont portées par un pétiole de 10 mm, avec un limbe vert foncé brillant sur la face supérieure, plus pâle sur la face inférieure, lancéolé à oblong-lancéolé, de 5–13 cm de long sur 1,6-3,5 (-5) cm de large, coriace, la base cunéiforme et l’apex longuement acuminé.
Les inflorescences sont terminales, parfois sur de courts rameaux latéraux, capitées, à 12-20 fleurs ; le pédoncule est très court. Les fleurs sont formées d’un calice blanc, à base verte ; avec un tube d’env. 15 × 3 mm, extérieur pubescent, se terminant par 4 lobes triangulaires-lancéolés, d'env. 10 × 4 mm, marge légèrement involutée, avec un apex aigu à acuminé. Il y a 8 étamines disposées en deux verticilles, le verticille inférieur inséré au milieu du tube du calice, le verticille supérieur dans la gorge. L’ovaire est cylindrique ovoïde, de 4 × 2 mm. Le style est très court (« de moins en moins distinct au fur et à mesure que le fruit apparait » caractère distinctif selon Smith & Cave), le stigmate est discoïde.
Le fruit est une drupe rouge orangé, ovoïde, d’env. 15 × 10 mm.
La floraison a lieu en octobre-novembre.

## Distribution
L’aire de distribution est formée de l’Assam (Inde), Bangladesh, Himalaya orientale (Bhoutan), Népal, Tibet, Thaïlande du Nord (Chiang Mai).
L’espèce croît dans les forêts montagnardes denses, à de hautes altitudes de 1 800-2 100(-2 800) m.

## Utilisations
Daphne sureil appartient à la famille des Thymelaeaceae qui a fourni aussi plusieurs espèces de plantes à fibres papetières, comme Daphne odora, Daphne papyracea, Daphne genkwa, Edgeworthia chrysantha, Edgeworthia gardneri, Wikstroemia canescens, Wikstroemia lichiangensis et Stellera chamaejasme (Yi Xiaohui, 2014).
Ces espèces se répartissent dans les régions himalayennes de l’Inde, du Népal, du Sikkim et de la Chine (Tibet, Yunnan, etc.). Pour la technique de fabrication du papier traditionnel voir l’entrée Daphne papyracea de fabrication du papier Lokta au Népal ou d’un papier traditionnel dans le canton de Matongshan 麻塘山乡 dans la province du Hunan en Chine.